# Żubry kresowe

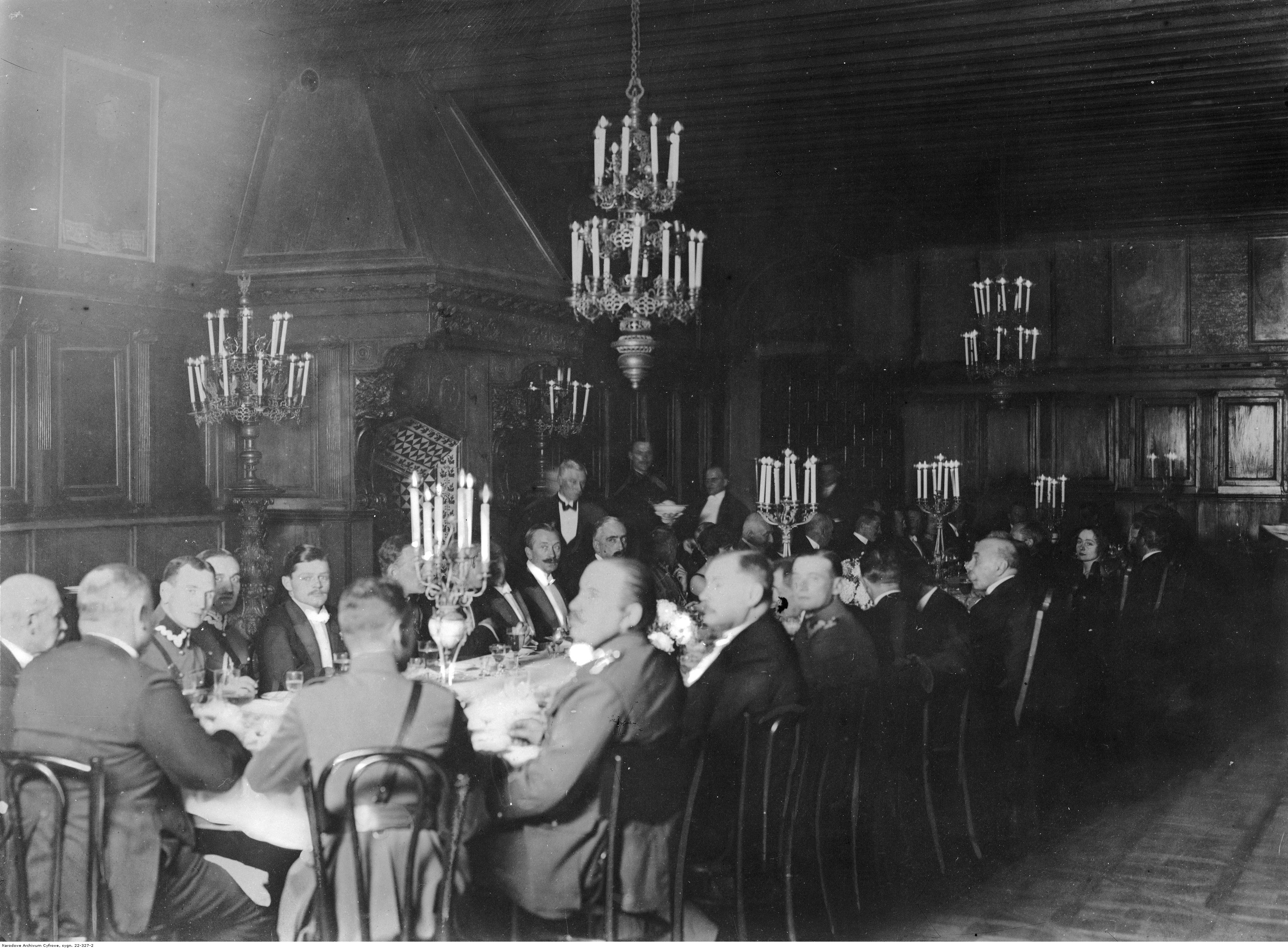
Spotkanie arystokracji kresowej z Józefem Piłsudskim w pałacu Radziwiłłów w Nieświeżu, październik 1926 r.

Żubry kresowe albo wileńskie albo litewskie – nieformalne ugrupowanie ziemiańskie skupiające konserwatystów byłego Wielkiego Księstwa Litewskiego.
Za organ prasowy „żubrów” uznawany był wileński dziennik „Słowo”.
Stanisław Mackiewicz pisał o nich:
Kim byli „żubrowie”? Pamięci niektórych panów (…) przypominamy genezę nazwy żubr, oczywiście nie w jego lingwistycznym znaczeniu, a w politycznej przenośni. Otóż „żubrami” nazywali Moskale tych polskich właścicieli ziemskich, którzy siedzieli po kresach i okrainach Polski i nie dawali się stamtąd wynieść, wygryźć ani wyrzucić. Mówimy o kresach prawdziwych, a nie Wilnie, Grodnie (…), które w pojęciach niewielu warszawiaków również za kresowe strażnice uchodzić zaczęły. Rusyfikatorzy naszego kraju pewni swego zwycięstwa w guberni mińskiej, mohylewskiej etc. powiadali, że mieszkają tam co prawda jeszcze Polacy, ale są to ostatnie żubry. Tradycja taka nie ma w sobie nic nieładnego, przeciwnie, uważamy, że żubr wytrwałego oporu ładniejszym jest symbolem niż Mickiewiczowski raróg nowatorstwa.
Negatywnie oceniali oni traktat ryski, zawarty w marcu 1921 roku z Rosją Sowiecką (między innymi za odstąpienie Mińska), oraz domagali się autonomii Wileńszczyzny w ramach II RP. Sprzeciwiali się też tzw. reformie rolnej.

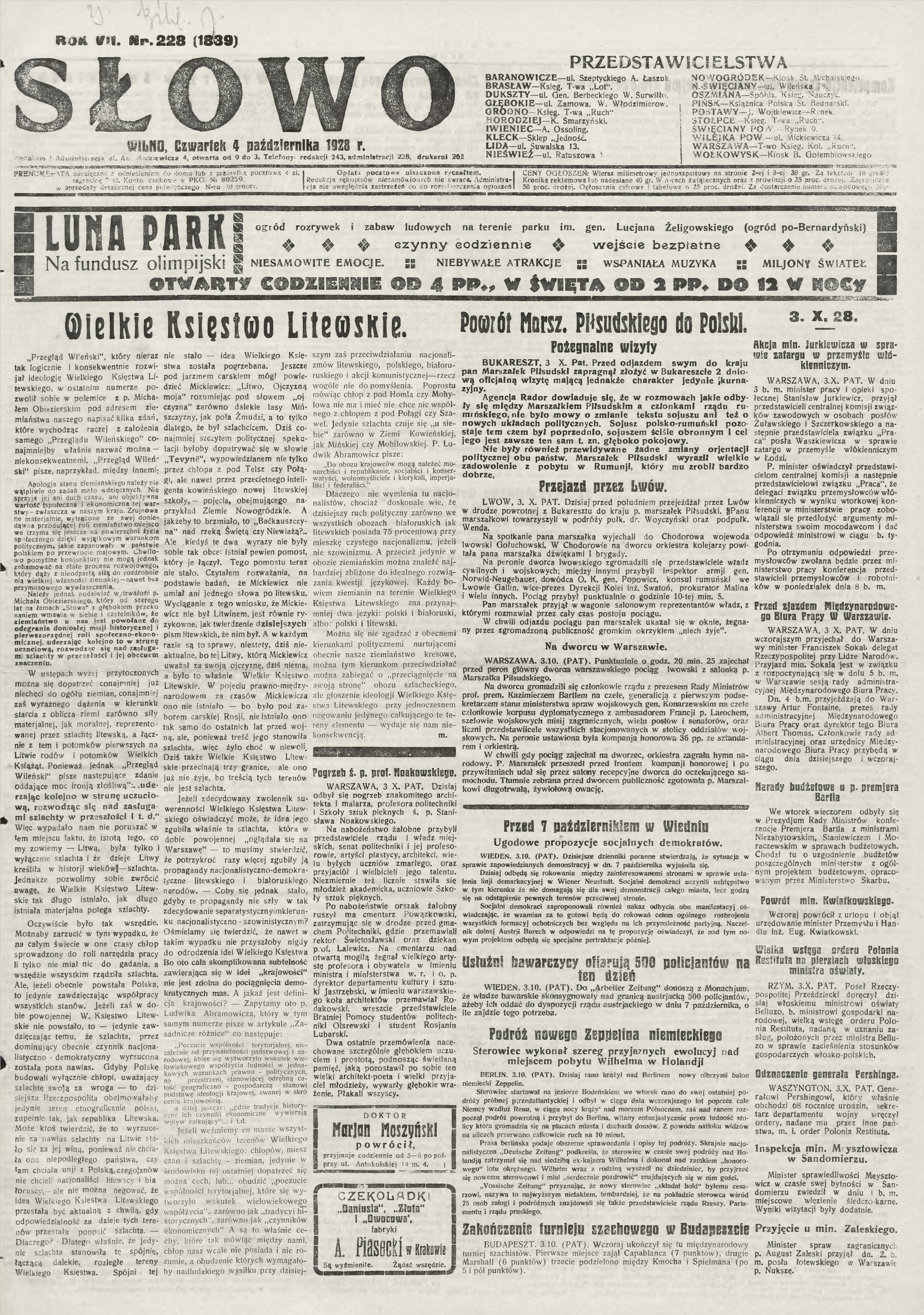
„Słowo”. R. 1928, nr 228

## Konserwatyści wileńscy i fundatorzy „Słowa”
- Aleksander Meysztowicz (1864-1943)
- Stanisław Wańkowicz (1860-1937)
- hr. Marian Broel-Plater (1873-1951)
- Antoni Albrecht Wilhelm Radziwiłł (1885-1935)
- ks. Eustachy Sapieha (1881-1963)
- hr. Jan Tyszkiewicz (1896-1939)
- prof. Marian Zdziechowski (1861-1938)